# Celidosphenella poecila
Celidosphenella poecila är en tvåvingeart som först beskrevs av Ignaz Rudolph Schiner 1868.  Celidosphenella poecila ingår i släktet Celidosphenella och familjen borrflugor. Inga underarter finns listade.